# Pedro Lima
Pedro Henrique Cardoso de Lima (* 1. července 2006) je brazilský profesionální fotbalista, který hraje na pozici pravého obránce za anglický klub Wolverhampton Wanderers FC.

## Klubová kariéra

### Sport Recife
Lima se narodil ve městě Cabedelo ve státě Paraíba a svou kariéru začal v místním týmu EC Meninos da Paraíba, než se v 15 letech připojil k mládežnickým týmům Sport Recife. Dne 12. září 2023 prodloužil s klubem smlouvu do roku 2026.
Lima, který byl povýšen do prvního týmu pro sezónu 2024, debutoval v seniorském týmu 29. ledna téhož roku, když nastoupil při domácím vítězství 2:0 v Campeonato Pernambucano nad Afogadosem. O tři dny později vstřelil svůj první profesionální gól, když vsítil třetí gól svého týmu při venkovní výhře 3:0 nad Flamengem de Arcoverde.
Dne 25. února 2024, prodloužil s klubem smlouvu do roku 2027.

### Wolverhampton Wanderers
Dne 17. června 2024 Sport Recife oznámil, že klub dosáhl dohody s anglickým týmem Wolverhampton Wanderers o podpisu Limy na trvalý přestup, který podléhal lékařským testům a mezinárodnímu povolení. Dne 2. července 2024 Wolves oznámili, že s Limou podepsali smlouvu.

## Reprezentační kariéra
Dne 11. října 2023 byl Lima povolán do brazilského národního týmu do 17 let na Mistrovství světa ve fotbale do 17 let. Během turnaje se objevil ve všech pěti zápasech, včetně čtvrtfinálového zápasu s Argentinou, který Brazílie prohrála 0:3.

## Statistiky
Platí k zápasu hranému 10. června 2024.
| Klub              | Sezóna            | Liga              | Liga   | Liga | Státní liga | Státní liga | Národní pohár | Národní pohár | Kontinentální | Kontinentální | Ostatní | Ostatní | Celkově | Celkově |
| Klub              | Sezóna            | Soutěž            | Zápasy | Góly | Zápasy      | Góly        | Zápasy        | Góly          | Zápasy        | Góly          | Zápasy  | Góly    | Zápasy  | Góly    |
| ----------------- | ----------------- | ----------------- | ------ | ---- | ----------- | ----------- | ------------- | ------------- | ------------- | ------------- | ------- | ------- | ------- | ------- |
| Sport Recife      | 2024              | Série B           | 8      | 0    | 5           | 1           | 4             | 0             | —             | —             | 9       | 1       | 26      | 2       |
| Celkově v kariéře | Celkově v kariéře | Celkově v kariéře | 8      | 0    | 5           | 1           | 4             | 0             | 0             | 0             | 9       | 1       | 26      | 2       |

## Úspěchy
Sport Recife
- Campeonato Pernambucano: 2024